# Зворник (субрегион)
Зворник (серб. Субрегија Зворник) — субрегион в рамках региона Биелина в Республике Сербской, входящей в Боснию и Герцеговину.

## География
Субрегион Зворник расположен на северо-востоке страны, составляя южную (юго-восточную) половину региона Биелина. Административным центром региона является город Зворник.
Включает 7 общин (серб. општина):
- Зворник — г. Зворник,
- Осмаци — с. Осмаци,
- Шековичи — г. Шековичи (серб. Шековићи),
- Власеница — г. Власеница,
- Миличи — г. Миличи (серб. Милићи),
- Братунац — г. Братунац,
- Сребреница — г. Сребреница.

Географически, также выделяется Сараевско-Зворникский регион (серб. Сарајевско-зворничка регија), к которому относят все 7 общин субрегиона Зворник и 11 общин региона Источно-Сараево (Источни-Стари-Град, Источно-Ново-Сараево, Источна-Илиджа, Трново, Пале, Соколац, Рогатица, Хан-Песак, Вишеград, Ново-Горажде, Рудо).

## Население
| община     | серб.      | 1991 г. | 2013 г. | центр (город) | 1991 г. | 2013 г. |
| ---------- | ---------- | ------- | ------- | ------------- | ------- | ------- |
| Зворник    | Зворник    | 67795   | 63686   | г. Зворник    | 14584   | 12674   |
| Братунац   | Братунац   | 33619   | 21619   | г. Братунац   | 7695    | 8359    |
| Власеница  | Власеница  | 17904   | 12349   | г. Власеница  | 7909    | 7228    |
| Миличи     | Милићи     | 16038   | 12272   | г. Миличи     | 2414    | 2368    |
| Осмаци     | Осмаци     | 7468    | 6172    | с. Осмаци     | 948     | 1029    |
| Сребреница | Сребреница | 36666   | 15242   | г. Сребреница | 5746    | 2607    |
| Шековичи   | Шековићи   | 9742    | 7771    | г. Шековичи   | 1735    | 1519    |
| всего      |            | 189232  | 139111  |               |         |         |